# Supraviețuitorii Holocaustului
Supraviețuitorii Holocaustului sunt oamenii care au supraviețuit Holocaustului, definit ca persecuția și încercarea de anihilare a evreilor de către Germania Nazistă și aliații săi înainte și în timpul celui de-al Doilea Război Mondial în Europa și Africa de Nord. Nu există o definiție universal acceptată a termenului și a fost aplicată în mod diferit evreilor care au supraviețuit războiului din Europa ocupată de germani sau de pe alte teritorii ale Axei, precum și celor care au fugit în țările aliate și neutre înainte sau în timpul războiului. În unele cazuri, neevreii care au suferit, de asemenea, persecuții colective în timpul regimului nazist sunt considerați și ei supraviețuitori ai Holocaustului. Această definiție a evoluat în timp.
Termenul de supraviețuitori ai Holocaustului îi include pe acei civili persecutați care se mai aflau încă în viață atunci când armatele aliate i-au eliberat pe prizonierii din lagărele de concentrare la sfârșitul războiului sau cei care fie supraviețuiseră ca partizani, fie au fost ascunși cu ajutorul unor neevrei, fie au reușit să se refugieze pe teritorii aflate în afara controlului naziștilor înainte de implementarea Soluției finale.
La sfârșitul războiului, problemele imediate cu care s-au confruntat supraviețuitorii Holocaustului au fost vindecarea fizică și emoțională de pe urma foametei, abuzurilor și suferințelor pe care le experimentaseră; nevoia de a-și căuta rudele și de a se reîntâlni cu ele dacă vreuna dintre ele mai era în viață; refacerea vieților prin revenirea la vechile lor case sau, mai des, prin emigrarea în locuri noi și mai sigure, deoarece casele și comunitățile lor fuseseră distruse sau pentru că se simțeau amenințați de repetarea actelor de violență cu tentă antisemită.
După ce au fost satisfăcute nevoile inițiale și imediate ale supraviețuitorilor Holocaustului, au apărut în prim-plan unele probleme suplimentare. Printre acestea s-au numărat asistența socială și îngrijirea psihologică, solicitarea de reparații și despăgubiri pentru persecuție, munca forțată și pierderile de proprietăți pe care le-au suferit, restituirea cărților și operelor de artă jefuite și a altor bunuri furate către proprietarii lor de drept, adunarea de mărturii ale supraviețuitorilor și martorilor, comemorarea rudelor ucise și a comunităților nimicite și îngrijirea supraviețuitorilor bătrâni și cu dizabilități.

## Definiție

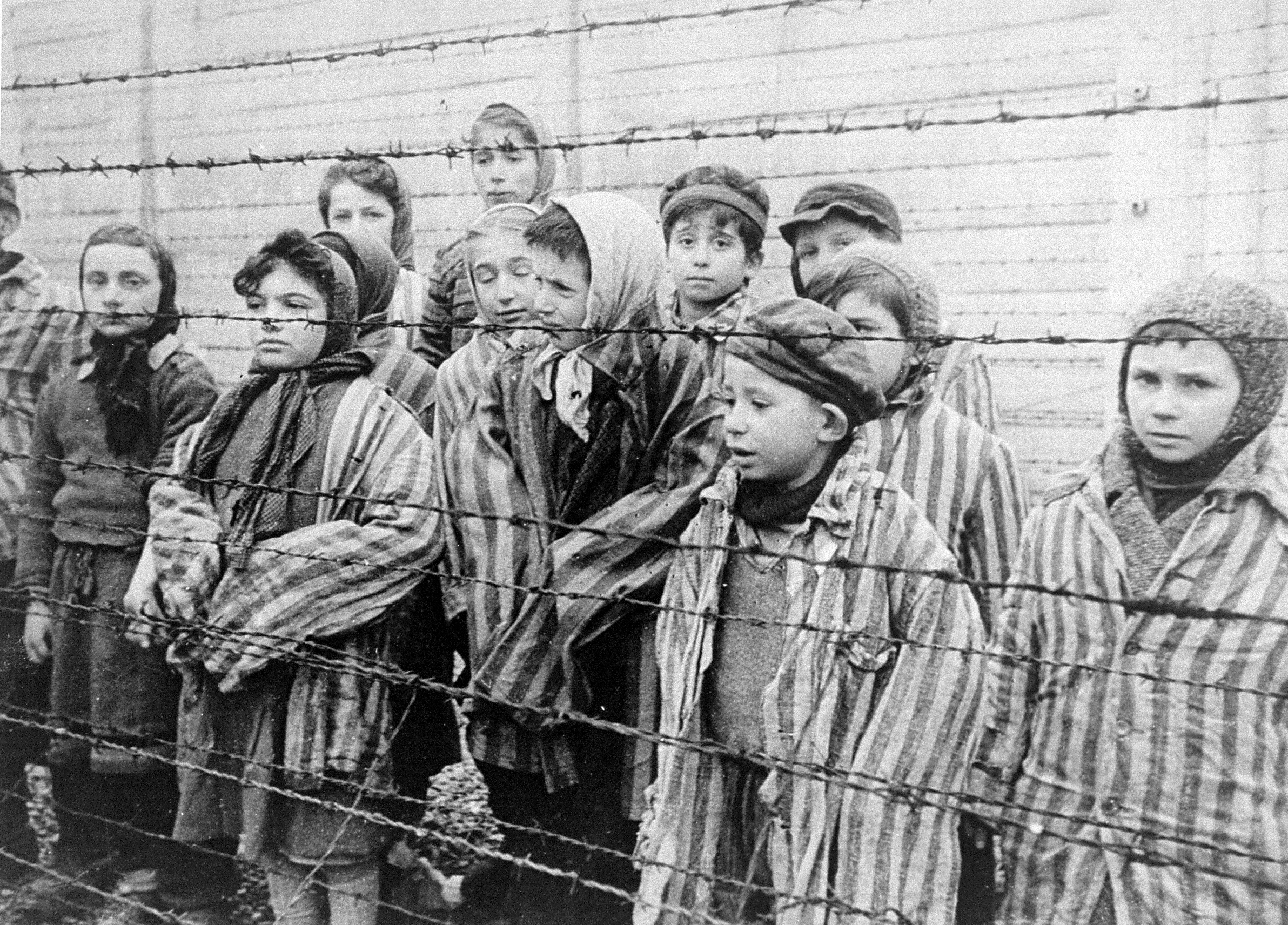
Copii din lagărul de concentrare de la Auschwitz la momentul eliberării acestuia de către forțele sovietice

Termenul „supraviețuitor al Holocaustului” se aplică evreilor care au trăit prin exterminările în masă efectuate de naziști. Cu toate acestea, termenul poate fi aplicat și celor care nu au intrat sub controlul direct al regimului nazist din Germania sau Europa ocupată, dar au fost afectați substanțial de acesta, cum ar fi evreii care au fugit din Germania sau din patriile lor pentru a scăpa de naziști și nu au trăit niciodată într-o țară controlată de naziști după ce Adolf Hitler a venit la putere, ci au trăit în acea țară înainte ca naziștii să pună în aplicare „Soluția finală” sau alții care nu au fost persecutați de naziști, ci au fost persecutați de aliații sau colaboratorii lor atât în țările satelit naziste, cât și în țările ocupate.
Yad Vashem, organizația memorială oficială a statului Israel pentru victimele Holocaustului, îi definește supraviețuitorii Holocaustului ca evrei care au trăit sub controlul regimului nazist, fie că a fost direct sau indirect, pentru orice perioadă de timp și care au supraviețuit acestuia. Această definiție îi include pe evreii care au trăit în perioada războiului sub regimuri colaboraționiste naziste, precum cele din Franța, Bulgaria și România, dar nu au fost deportați, precum și pe evreii care au fugit sau au fost forțați să părăsească Germania în anii 1930. În plus, alți refugiați evrei sunt considerați supraviețuitori ai Holocaustului, inclusiv cei care au fugit din țările lor de origine din Europa de Est pentru a se refugia de armata germană invadatoare și au trăit ani de zile în Uniunea Sovietică.
Muzeul Memorial al Holocaustului din Statele Unite ale Americii oferă o definiție mai largă a supraviețuitorilor Holocaustului: „Muzeul onorează toate persoanele ca supraviețuitori, evrei sau neevrei, care au fost strămutate, persecutate sau discriminate din cauza politicilor rasiale, religioase, etnice, sociale și politice ale naziștilor și ale colaboratorilor acestora între 1933 și 1945. Pe lângă foștii deținuți din lagărele de concentrare, ghetouri și închisori, această definiție îi include, printre altele, pe oamenii care au trăit ca refugiați sau pe oamenii care au trăit ascunși.”
În ultimii ani ai secolului al XX-lea, pe măsură ce conștientizarea publică a Holocaustului a evoluat, alte grupuri care anterior fuseseră trecute cu vederea sau marginalizate ca supraviețuitori au început să-și prezinte mărturiile în cadrul unor proiecte memoriale și să ceară compensații pentru suferințele lor. Un astfel de grup era format din supraviețuitorii sinti (țigani) ai persecuției naziste care au intrat în greva foamei la Dachau (Germania) în 1980, pentru a atrage atenția asupra situației lor și a cere o reabilitare morală pentru suferința îndurată în timpul Holocaustului, iar Germania de Vest a recunoscut oficial genocidul romilor în 1982. Un alt grup care a fost definit ca supraviețuitori ai Holocaustului este format din „supraviețuitori fugari”, adică refugiați care au fugit spre est în zonele controlate de sovietici încă de la începutul războiului sau persoane au fost deportate în diferite părți ale Uniunii Sovietice de către NKVD.
Conștientizarea crescândă a categoriilor suplimentare de supraviețuitori a determinat o extindere a definiției supraviețuitorilor Holocaustului de către instituții precum Claims Conference⁠(d), Yad Vashem și Muzeul Memorial al Holocaustului din Statele Unite ale Americii, astfel încât să-i poată include pe supraviețuitorii fugari și pe alții care au fost anterior excluși din acțiunile de recunoaștere și despăgubire, cum ar fi cei care au trăit ascunși în timpul războiului, inclusiv copiii care au fost ascunși pentru a fi protejați de naziști.

## Numărul supraviețuitorilor
La începutul celui de-al Doilea Război Mondial, în septembrie 1939, aproximativ nouă milioane și jumătate de evrei trăiau în țările europene care fie erau deja sub controlul Germaniei Naziste, fie urmau să fie invadate sau cucerite în timpul războiului. Aproape două treimi dintre acești evrei europeni, aproape șase milioane de oameni, au fost uciși, astfel încât până la sfârșitul războiului în Europa din mai 1945, aproximativ 3,5 milioane dintre ei supraviețuiseră.
Cei care au reușit să rămână în viață până la sfârșitul războiului, în diferite circumstanțe, sunt clasificați astfel:

### Prizonieri în lagărele de concentrare
Între 250.000 și 300.000 de evrei au supraviețuit lagărelor de concentrare și marșurilor morții, deși zeci de mii dintre acești supraviețuitori erau prea slabi sau prea bolnavi pentru a trăi mai mult de câteva zile, săptămâni sau luni, în ciuda îngrijirii de care au beneficiat după eliberarea lor.

### Alți supraviețuitori
Alți evrei din întreaga Europă au supraviețuit deoarece germanii și colaboratorii lor nu au reușit să finalizeze deportările și uciderile în masă înainte de sosirea forțelor militare aliate sau de înlăturarea regimurilor colaboraționiste. Astfel, de exemplu, în Europa de Vest, aproximativ trei sferturi din populația evreiască de dinainte de război a supraviețuit Holocaustului în Italia și în Franța, aproximativ jumătate a supraviețuit în Belgia, în timp ce doar un sfert din populația evreiască de dinainte de război a supraviețuit în Țările de Jos. În estul și sud-estul Europei, majoritatea evreilor din Bulgaria au supraviețuit războiului, precum și 60% dintre evreii din România și aproape 30% din populația evreiască din Ungaria. Două treimi dintre evrei au supraviețuit în Uniunea Sovietică. În Polonia, statele baltice, Grecia, Slovacia și Iugoslavia, aproape 90% dintre evrei au fost uciși de naziști și colaboratorii lor locali.
În toată Europa, câteva mii de evrei au supraviețuit, de asemenea, ascunzându-se sau dându-se drept neevrei, cu ajutorul unor documente false, ajutați de neevrei care și-au riscat viața pentru a-i salva pe evrei individual sau în grupuri mici. Câteva mii de evrei au supraviețuit, de asemenea, ascunzându-se în pădurile dese din Europa de Est, rezistând activ în fața naziștilor ca membri ai mișcărilor de partizani, situație în care i-au protejat pe alți fugari evrei și, în unele cazuri, au colaborat cu grupuri de partizani neevrei pentru a lupta împreună împotriva invadatorilor germani.

### Refugiați

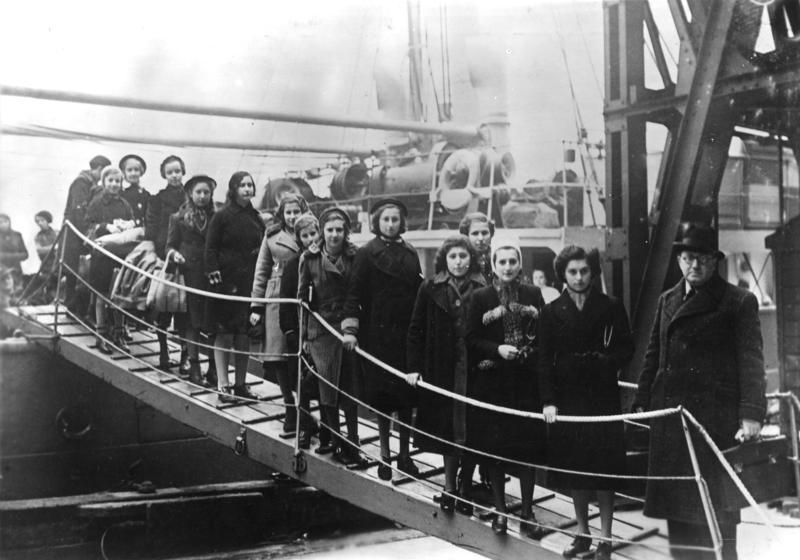
Refugiați evrei din Germania Nazistă și Polonia care au sosit la Londra în februarie 1939

Cel mai mare grup de supraviețuitori a fost format din evreii care au reușit să se refugieze din Europa ocupată de germani înaintea sau în timpul războiului. Evreii au început să emigreze din Germania în 1933, odată cu venirea naziștilor la putere, și din Austria în 1938, după Anschluss (Anexarea Austriei de către Germania Nazistă). Până la începutul războiului în Europa, aproximativ 282.000 de evrei părăsiseră Germania și alți 117.000 de evrei părăsiseră Austria.
Aproape 300.000 de evrei polonezi au fugit în Polonia ocupată de sovietici și în interiorul Uniunii Sovietice în perioada cuprinsă între începutul războiului în septembrie 1939 și invazia germană a Uniunii Sovietice în iunie 1941. După invazia germană a Uniunii Sovietice, mai mult de un milion de evrei sovietici s-au refugiat înspre est, în interiorul țării. Autoritățile sovietice au întemnițat mulți refugiați și deportați în sistemul de tip gulag din Urali, Asia Centrală Sovietică sau Siberia, unde au suferit de pe urma muncii forțate, a temperaturilor extreme, foametei și bolilor. Cu toate acestea, majoritatea refugiaților evrei au reușit să supraviețuiască, în ciuda condițiilor grele de trai.
În timpul războiului, unii evrei au reușit să fugă în țări europene neutre, cum ar fi Elveția, care a permis intrarea a aproape 30.000 de evrei, dar a refuzat intrarea altor 20.000 de evrei; Spania, care a permis intrarea a aproape 30.000 de refugiați evrei între anii 1939 și 1941, majoritatea originari din Franța, aflați în drum către Portugalia, dar sub presiunea germană a permis intrarea a mai puțin de 7.500 de evrei între anii 1942 și 1944; Portugalia, care a permis intrarea a mii de evrei pentru a-și putea continua călătoriile din portul Lisabona către Statele Unite ale Americii și țările din America de Sud; și Suedia, care a permis intrarea câtorva evrei norvegieni în 1940, iar în octombrie 1943 a acceptat aproape întreaga comunitate evreiască daneză, salvată de mișcarea de rezistență daneză, care a organizat fuga a 7.000 de evrei danezi și a 700 dintre rudele lor neevreiești în bărci de mici dimensiuni din Danemarca până în Suedia. Aproximativ 18.000 de evrei au scăpat din Europa Centrală și de Est între anii 1937 și 1944, prin intermediul imigrației clandestine în Palestina, cu ajutorul celor 62 de călătorii organizate de Mossad l'Aliyah Bet (Organizația pentru Imigrație Ilegală), care a fost înființată de conducerea comunității evreiești din Palestina în 1938. Aceste călătorii au fost efectuate în condiții periculoase în timpul războiului, iar sute de persoane și-au pierdut viața pe mare.

## Urmări imediate
Atunci când s-a încheiat cel de-al Doilea Război Mondial, evreii care supraviețuiseră lagărelor de concentrare naziste, lagărelor de exterminare, marșurilor morții, precum și evreii care supraviețuiseră ascunzându-se în păduri sau fiind ascunși de salvatori, sufereau aproape toți de foame, de epuizare și de pe urma abuzurilor pe care le înduraseră, iar zeci de mii de supraviețuitori au continuat să moară din cauza slăbiciunii, mâncând mai mult decât puteau suporta trupurile lor slăbite, a bolilor epidemice, a epuizării și a șocului eliberării. Unii supraviețuitori s-au întors în țările lor de origine, în timp ce alții au vrut să părăsească Europa emigrând în Palestina sau în alte țări.

### Trauma eliberării

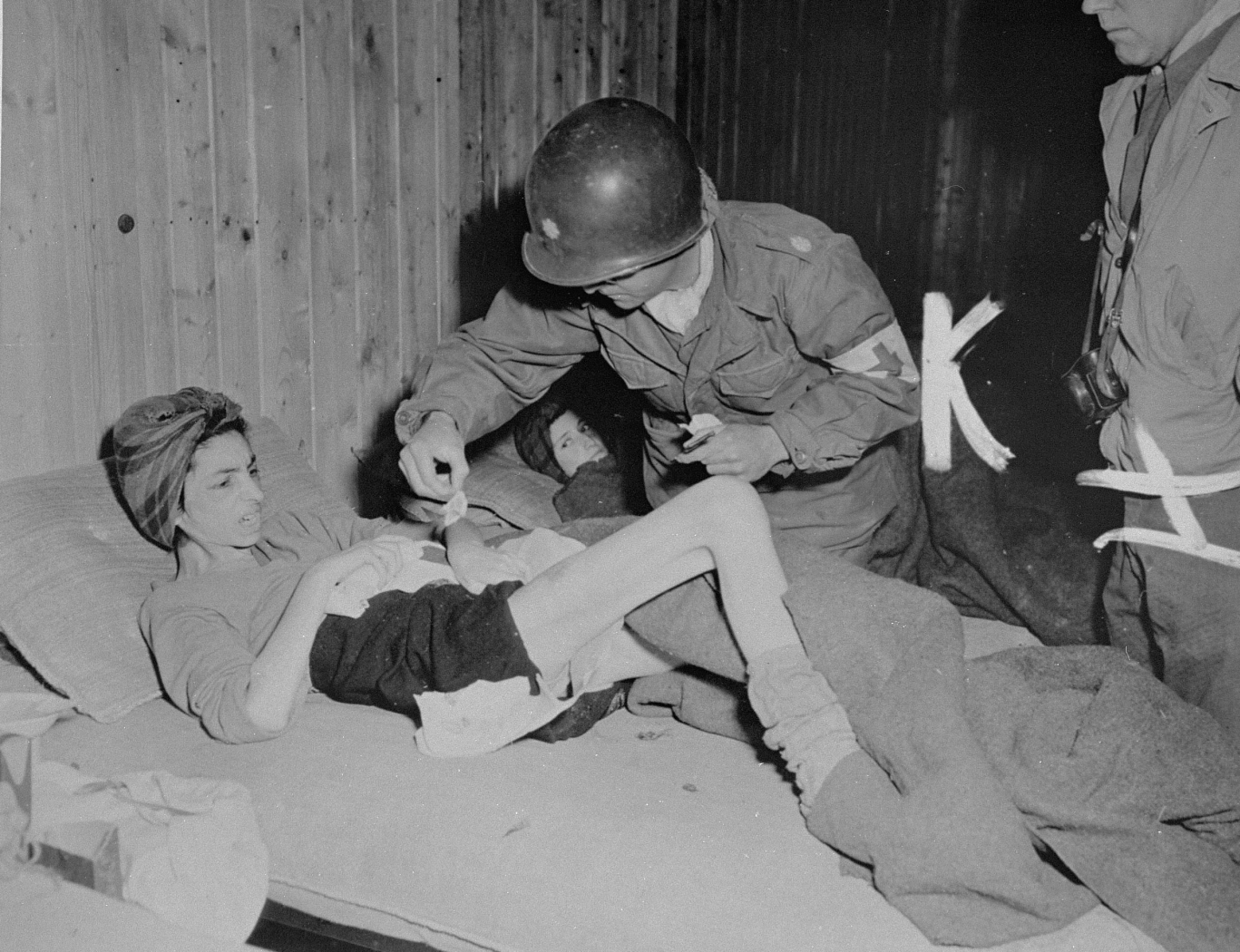
Un chirurg al Armatei Americane îngrijește o supraviețuitoare a lagărului de concentrare Buchenwald, la scurt timp după eliberare.

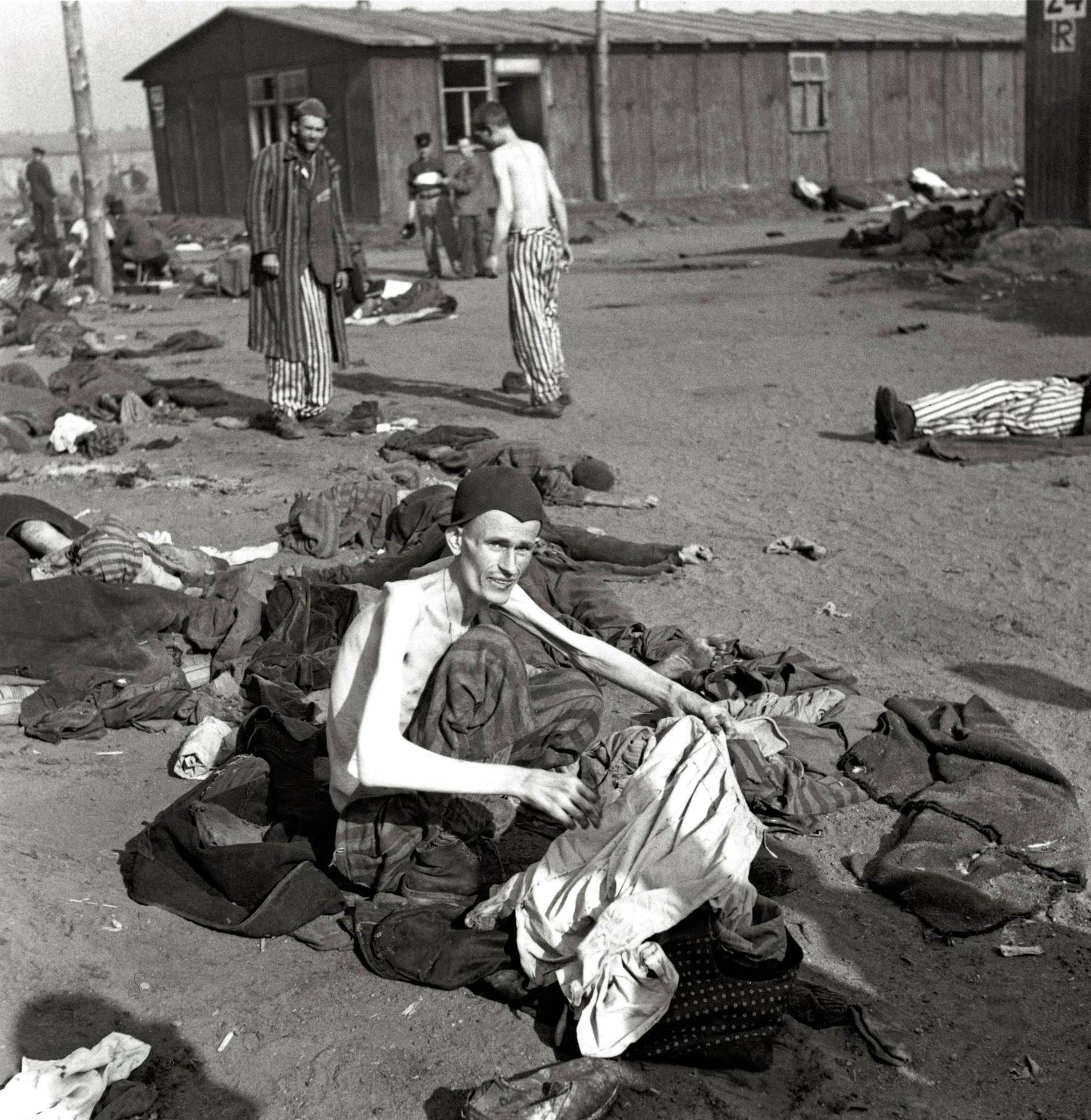
Un supraviețuitor, redus din cauza foametei la stadiul de schelet viu, fotografiat după eliberarea lagărului Bergen-Belsen de către britanici

Sfârșitul războiului nu a pus capăt suferinței supraviețuitorilor. Eliberarea a fost extrem de anevoioasă pentru mulți supraviețuitori, din cauza terorii, brutalității și foametei pe care le înduraseră, iar tranziția către libertate a fost adesea traumatizantă:
Pe măsură ce forțele aliate au luptat prin Europa și au capturat zonele care fuseseră ocupate de germani, au descoperit lagărele naziste de concentrare și exterminare. În unele locuri, naziștii încercaseră să distrugă toate dovezile lagărelor pentru a ascunde crimele pe care le comiseseră acolo. În alte locuri, Aliații au găsit doar clădiri goale, deoarece naziștii mutaseră deja prizonierii, adesea prin marșuri ale morții, în alte locuri. Cu toate acestea, în multe lagăre, soldații aliați au găsit sute sau chiar mii de supraviețuitori slabi și înfometați. Forțele sovietice au ajuns în lagărul de concentrare de la Majdanek în iulie 1944 și au descoperit curând multe alte locuri similare, dar adesea nu au făcut publice descoperirile lor; unitățile britanice și americane de pe Frontul de Vest au ajuns în lagărele de concentrare din Germania abia în primăvara anului 1945. 
Atunci când trupele aliate au intrat în lagărele de exterminare, au descoperit mii de supraviețuitori evrei și neevrei care sufereau de foame și boli, trăind în condițiile cele mai cumplite și mulți dintre ei agonizând, alături de grămezi de cadavre, oase și cenușă umană ale victimelor genocidului nazist. Eliberatorii nu erau pregătiți pentru ceea ce au găsit, dar au făcut tot posibilul pentru a-i ajuta pe supraviețuitori. În ciuda acestui fapt, mii de oameni au murit în primele săptămâni după eliberare. Mulți dintre ei au murit de pe urma bolilor, în timp ce unii au murit din cauza sindromului de realimentare, deoarece, după o înfometare prelungită, stomacurile și corpurile lor nu au putut să digere o hrană normală. De asemenea, supraviețuitorii nu aveau bunuri și au fost nevoiți la început, pentru o perioadă, să poarte uniformele lagărului de concentrare, deoarece nu aveau alte haine pe care să le poarte.
În primele săptămâni de după eliberare, supraviețuitorii s-au confruntat cu provocarea consumării unor alimente în cantități adecvate condiției lor fizice, recuperarea după boli, răni și oboseală extremă și refacerea sănătății și redobândirea unui sentiment de normalitate socială și mentală. Aproape fiecare supraviețuitor a avut de-a face, de asemenea, cu pierderea mai multor persoane dragi, mulți dintre ei fiind singura persoană care a rămas în viață din întreaga lor familie, precum și cu pierderea caselor, a activităților lucrative, a mijloacelor de trai anterioare și a modurilor lor de viață.
Pe măsură ce supraviețuitorii s-au confruntat cu provocările descurajante de a-și reconstrui viețile distruse și de a-și găsi membrii de familie rămași în viață, marea majoritate a constatat, de asemenea, că trebuie să găsească noi spații de locuit. Revenirea la viață, așa cum a fost înainte de Holocaust, s-a dovedit a fi imposibilă. La început, după eliberare, numeroși supraviețuitori au încercat să se întoarcă la casele și comunitățile lor, dar comunitățile evreiești fuseseră devastate sau distruse și nu mai existau într-o mare parte a Europei, iar întoarcerea la casele lor s-a dovedit frecvent a fi periculoasă. Când oamenii au încercat să se întoarcă la casele lor din tabere sau ascunzători, au constatat că, în multe cazuri, casele lor fuseseră jefuite sau ocupate de alții. Majoritatea nu au găsit rude supraviețuitoare, s-au confruntat cu indiferența populației locale aproape peste tot și, în special în Europa de Est, au fost întâmpinați cu ostilitate și uneori cu violență.

### Refugiați și persoane strămutate

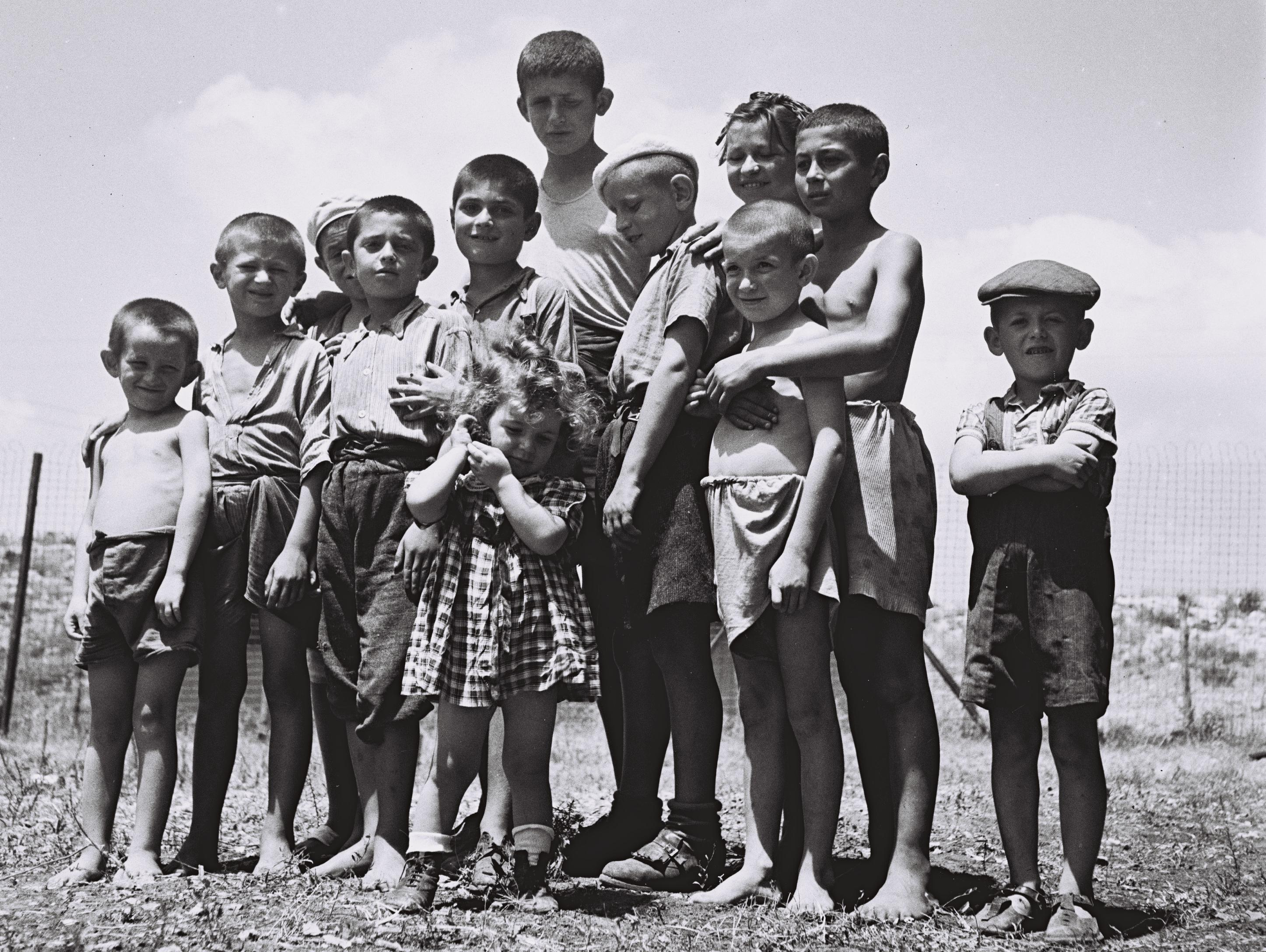
Un grup de supraviețuitori orfani ai Holocaustului, în lagărul de deținuți Atlit, Palestina în 1944

Supraviețuitorii evrei care nu au putut sau nu au vrut să se întoarcă la vechile lor case, în special cei ale căror familii întregi au fost ucise, ale căror case sau cartiere sau comunități întregi au fost distruse sau care s-au confruntat cu o violență antisemită reînnoită, au devenit cunoscuți prin termenul „Sherit ha-Pletah” (tradus „supraviețuitori rămași”). Majoritatea supraviețuitorilor care fac parte din grupul cunoscut sub numele de Sh'erit ha-Pletah proveneau din țările Europei Centrale și de Est, în timp ce majoritatea celor din țările Europei de Vest s-au întors în locul lor de proveniență și și-au reluat viața acolo.
Majoritatea acestor refugiați s-au adunat în tabere de persoane strămutate din zonele de ocupație britanică, franceză și americană din Germania, precum și în Austria și Italia. Condițiile de trai din aceste tabere au fost la început dure și primitive, dar odată ce au fost satisfăcute nevoile de supraviețuire de bază, refugiații și-au ales reprezentanți în fiecare tabără și apoi au înființat o organizație coordonatoare pentru mai multe tabere pentru a-și prezenta nevoile și cererile către autorități, a coordona activitățile culturale și educaționale din tabere și a milita pentru a li se permite să părăsească Europa și să imigreze în Palestina Mandatară sau în alte țări.
Prima întâlnire a reprezentanților supraviețuitorilor din tabere de persoane strămutate a avut loc la câteva săptămâni după încheierea războiului, la 27 mai 1945, în tabăra Sankt Ottilien, unde au format și au numit organizația Sherit ha-Pletah, care să le reprezinte interesele în relația cu autoritățile aliate. După ce majoritatea supraviețuitorilor din taberele de persoane strămutate au imigrat în alte țări sau s-au relocat în alte tabere, Comitetul Central al organizației She'arit Hapleta s-a desființat în decembrie 1950, iar organizația s-a dizolvat în zona britanică a Germaniei în august 1951.
Termenul Sherit ha-Pletah este folosit de obicei cu referire la refugiații evrei și la persoanele strămutate în perioada de după război, din 1945 până în jurul anului 1950. În cercetarea istorică, acest termen este folosit pentru evreii din Europa și Africa de Nord în cei cinci ani de după cel de-al Doilea Război Mondial.

### Tabere de persoane strămutate
După sfârșitul celui de-al Doilea Război Mondial, majoritatea neevreilor care fuseseră strămutați de naziști s-au întors la casele și comunitățile lor. Zeci de mii de evrei nu aveau, însă, case, familii sau comunități la care să se poată întoarce. În plus, după ce au experimentat ororile Holocaustului, mulți au vrut să părăsească Europa și să-și refacă viața în altă parte, unde credeau că se vor confrunta cu mai puțin antisemitism. Alți evrei care au încercat să se întoarcă la locuințele lor anterioare au fost forțați să plece din nou atunci când și-au găsit casele și proprietățile furate de foștii lor vecini și, în special în Europa Centrală și de Est, după ce au fost întâmpinați cu ostilitate și violență.
Din moment ce nu aveau unde să meargă, aproximativ 50.000 de supraviețuitori ai Holocaustului fără adăpost s-au adunat în tabere pentru persoane strămutate (DP) din Germania, Austria și Italia. Emigrarea în Palestina Mandatară era încă strict limitată de guvernul britanic, iar emigrarea în alte țări, ca Statele Unite ale Americii, a fost, de asemenea, sever restricționată. Primele grupuri de supraviețuitori din taberele de persoane strămutate s-au alăturat refugiaților evrei din Europa Centrală și de Est și au fugit în Zonele de ocupație britanice și americane din Germania pe măsură ce condițiile de după război s-au înrăutățit în est. În anul 1946, aproximativ 250.000 de supraviețuitori evrei strămutați – aproximativ 185.000 în Germania, 45.000 în Austria și 20.000 în Italia – erau găzduiți în sute de centre de refugiați și tabere de persoane strămutate administrate de militarii din Statele Unite ale Americii, Marea Britanie și Franța, precum și de Administrația Națiunilor Unite pentru Ajutorare și Reabilitare (UNRRA).
Supraviețuitorii au îndurat inițial condiții îngrozitoare în taberele de persoane strămutate. Dotările taberei erau foarte modeste, iar mulți supraviețuitori sufereau de probleme fizice și psihologice grave. La început ajutorul din exterior ajungea greu la supraviețuitori. În plus, supraviețuitorii se găseau adesea în aceleași lagăre cu prizonierii germani și colaboratorii naziști, care îi chinuiseră până de curând, cu un număr mai mare de muncitori forțați neevrei eliberați și cu refugiați germani care fugeau de Armata Sovietică, și au existat incidente frecvente de violență antievreiască. În câteva luni, în urma vizitei și raportului reprezentantului președintelui Roosevelt, Earl G. Harrison⁠(d), autoritățile Statelor Unite ale Americii au recunoscut necesitatea de a înființa tabere separate pentru supraviețuitorii evrei și de a îmbunătăți condițiile de viață din taberele de persoane strămutate. Cu toate acestea, administrația militară britanică a acționat mult mai lent, temându-se că recunoașterea situației deosebite a supraviețuitorilor evrei ar putea fi percepută într-un fel ca un mod de susținere a apelurilor lor de emigrare în Palestina și antagonizarea în continuare a arabilor de acolo. Astfel, refugiații evrei aveau tendința de a se aduna în taberele de persoane strămutate din zona americană.
Taberele de persoane strămutate au fost create ca centre temporare de facilitare a relocării refugiaților evrei fără adăpost și de satisfacere a nevoilor umanitare imediate, dar au devenit, de asemenea, comunități temporare în care supraviețuitorii au început să-și refacă viața. Prin intermediul ajutoarelor trimise de organizațiile de ajutor evreiesc, cum ar fi Joint Distribution Committee (JDC) din Statele Unite ale Americii și Jewish Relief Unit din Marea Britanie, au fost deschise spitale și școli (în special în câteva dintre taberele în care erau un număr mare de copii și orfani), iar supraviețuitorii și-au reluat activitățile culturale și practicile religioase. Multe dintre eforturile lor au fost pregătite pentru emigrarea din Europa către vieți noi și productive în altă parte. Ei au înființat comitete pentru a-și prezenta problemele în fața autorităților aliate și a unui public mai larg, sub numele ebraic Sh'erit ha-Pletah, o organizație care a existat până la începutul anilor 1950. Viața politică s-a întinerit, iar mișcarea sionistă a dobândit un rol principal, majoritatea evreilor strămutați declarându-și intenția de a se muta într-un stat evreiesc din Palestina.
Gestionarea lentă și neregulată a problemelor referitoare la evreii strămutați și refugiați și creșterea substanțială a populației în taberele de persoane strămutate în 1946 și 1947 au ajuns în atenția internațională, iar opinia publică a determinat creșterea presiunii politice pentru ridicarea restricțiilor asupra imigrației în țări precum SUA, Canada și Australia și pentru stoparea politicii britanice de reținere a refugiaților care încercau să părăsească Europa cu destinația Palestina și de cazare a lor în lagăre de internare din Cipru sau de returnare a lor în Europa. Tratamentul aplicat refugiaților evrei de către Marea Britanie, cum ar fi interceptarea navei de refugiați Exodus, a șocat opinia publică din întreaga lume și a sporit cererile internaționale pentru înființarea unui stat independent al poporului evreu. Acest lucru a determinat Marea Britanie să aducă chestiunea evreiască în fața Organizației Națiunilor Unite, care a votat în 1947 pentru crearea unui stat evreiesc și a unui stat arab în Palestina. Astfel, când mandatul britanic în Palestina s-a încheiat în mai 1948, a fost înființat statul Israel, iar navelor refugiaților evrei li s-a permis intrarea imediată fără restricții. În plus, Statele Unite ale Americii și-au schimbat, de asemenea, politica de imigrare pentru a permite mai multor refugiați evrei să intre în țară în conformitate cu prevederile Legii privind persoanele strămutate, în timp ce alte țări occidentale au redus, de asemenea, restricțiile asupra imigrării.
Deschiderea granițelor Israelului după proclamarea independenței sale, precum și adoptarea unor reglementări mai blânde de imigrare în țările occidentale în ceea ce privește supraviețuitorii Holocaustului au dus la închiderea majorității taberelor de persoane strămutate până în 1952. Föhrenwald, ultima tabără funcțională de persoane strămutate, a fost închisă în 1957. Aproximativ 136.000 de locuitori ai taberelor de persoane strămutate, adică mai mult de jumătate, au emigrat în Israel; aproximativ 80.000 de persoane au emigrat în Statele Unite ale Americii, iar restul au emigrat în alte țări din Europa și restul lumii, inclusiv Canada, Australia, Africa de Sud, Mexic și Argentina.

### Căutarea supraviețuitorilor
Imediat ce războiul s-a încheiat, supraviețuitorii au început să-și caute membrii familiei și, pentru majoritatea dintre ei, acesta a fost scopul lor principal odată ce nevoile lor de bază (hrană, îmbrăcăminte și adăpost) au fost satisfăcute.
Comitetele evreiești locale din Europa au încercat să-i înregistreze pe etnicii vii și să adune informații despre cei morți. Părinții i-au căutat pe copiii pe care-i ascunseseră în mănăstiri, orfelinate sau familii de plasament. Alți supraviețuitori s-au întors la vechile lor case pentru a-și căuta rudele sau pentru a aduna știri și informații despre ei, în speranța unei reîntâlniri sau măcar a obținerii unei certitudini cu privire la moartea unei persoane dragi. Crucea Roșie Internațională și organizațiile evreiești de ajutor au înființat servicii de urmărire pentru a sprijini aceste căutări, dar investigațiile au durat adesea mult timp din cauza comunicațiilor dificile și a deplasării a milioane de oameni din cauza războiului, a politicilor naziste de deportare și distrugere și a relocării în masă a populațiilor din Europa Centrală și de Est.
Servicii de localizare au fost înființate de organizații precum Congresul Mondial Evreiesc, Societatea Evreiască de Ajutor pentru Imigranți (HIAS) și Agenția Evreiască pentru Palestina. Aceste eforturi au dus la reunificarea cu succes a supraviețuitorilor, uneori la zeci de ani de la separarea lor în timpul războiului. De exemplu, Serviciul de Localizare al Congresului Evreiesc American, în cooperare cu alte organizații, a reușit să dea de urma a 85.000 de supraviețuitori și a reunit 50.000 de rude separate de familiile lor în toate părțile lumii. Cu toate acestea, procesul de căutare și găsire a rudelor pierdute a durat uneori ani de zile și, pentru mulți supraviețuitori, a continuat până la sfârșitul vieții lor. În multe cazuri, supraviețuitorii și-au căutat toată viața membrii familiei, fără să afle informații despre soarta lor.
În Israel, unde au emigrat mulți supraviețuitori ai Holocaustului, unele rude s-au reunit după ce s-au întâlnit întâmplător. Mulți supraviețuitori și-au găsit rudele de care fuseseră despărțiți prin intermediul anunțurilor pentru rude dispărute publicate în ziare și printr-un program radiofonic dedicat reunirii familiilor numit Who Recognizes, Who Knows? (Cine recunoaște, cine știe?).

#### Liste de supraviețuitori
Inițial, supraviețuitorii au postat pur și simplu notițe scrise de mână pe panourile de mesaje din centrele de ajutorare, din taberele de persoane strămutate sau din clădirile comunității evreiești în care se aflau, în speranța că membrii familiei sau prietenii pe care îi căutau le vor vedea sau măcar că alți supraviețuitori le vor transmite informații despre oamenii pe care îi căutau. Alții au publicat anunțuri în buletinele informative ale taberelor de persoane strămutate și ale organizațiilor de supraviețuitori, precum și în ziare, în speranța de a relua legătura cu rudele care găsiseră refugiu în alte locuri. Unii supraviețuitori au contactat Crucea Roșie și alte organizații care adunau liste cu supraviețuitori, cum ar fi Administrația Națiunilor Unite pentru Ajutorare și Reabilitare, care a înființat un Birou Central de Urmărire pentru a ajuta supraviețuitorii să localizeze rudele care supraviețuiseră lagărelor de concentrare.
Diverse liste au fost adunate în broșuri și publicații mai mari, care aveau o existență mai îndelungată și o răspândire mai largă decât notițele originale sau anunțurile din ziare. O astfel de compilație timpurie a fost „Sharit Ha-Platah” (Surviving Remnant), publicată în 1946 în mai multe volume cu numele a zeci de mii de evrei care au supraviețuit Holocaustului, colectate în principal de Abraham Klausner⁠(d), un capelan al Armatei Statelor Unite ale Americii care a vizitat multe tabere de persoane strămutate din sudul Germaniei și a adunat liste cu oamenii de acolo, adăugând ulterior nume suplimentare din alte zone.
Primul „Registru al Supraviețuitorilor Evrei” (Pinkas HaNitzolim I) a fost publicat de Biroul de Căutare a Rudelor Dispărute al Agenției Evreiești în anul 1945 și conținea peste 61.000 de nume compilate din 166 de liste diferite de supraviețuitori evrei din mai multe țări europene. Un al doilea volum al „Registrului Supraviețuitorilor Evrei” (Pinkas HaNitzolim II) a fost publicat tot în 1945 și conținea numele a aproximativ 58.000 de evrei din Polonia.
Ziarele din afara Europei au început, de asemenea, să publice liste cu supraviețuitori și locurile în care se aflau aceștia, pe măsură ce informații mai specifice despre Holocaust au devenit cunoscute spre sfârșitul și după război. Astfel, de exemplu, ziarul germano-evreiesc Aufbau, publicat în orașul american New York, a tipărit, din septembrie 1944 până în 1946, numeroase liste cu supraviețuitori evrei ai Holocaustului aflați în Europa.
În cursul timpului au fost înființate mai multe registre ale supraviețuitorilor Holocaustului. Inițial acestea erau tipărite pe hârtie, dar începând din anii 1990 un număr tot mai mare de înregistrări au fost digitizate și puse la dispoziție online.

#### Copii ascunși
După război, părinții evrei au petrecut adesea luni și ani în căutarea copiilor pe care îi ascunseseră în diferite locuri. În unele cazuri norocoase, ei au descoperit că copiii lor trăiau în continuare cu salvatorul lor inițial. Mulți părinți au fost nevoiți, însă, să recurgă la anunțuri în ziare, servicii de urmărire și registre de supraviețuitori în speranța de a-și regăsi copiii. Aceste căutări s-au încheiat frecvent cu vești tragice: părinții au descoperit că copilul lor a fost ucis sau a dispărut și nu a putut fi găsit. Mii de copiii care fuseseră ascunși în familii sau instituții neevreiești erau acum orfani și niciun membru supraviețuitor al familiei nu a mai rămas în viață pentru a-i recupera.
Recuperarea copiilor care fuseseră ascunși pentru a scăpa de naziști a însemnat adesea mai mult decât găsirea lor de către rude. Cei care fuseseră foarte mici atunci când au fost ascunși nu își aminteau de părinții lor biologici sau de originile lor evreiești și singura familie pe care o cunoscuseră era cea a salvatorilor lor. Când au fost găsiți de rude sau de organizații evreiești, le era de obicei frică și nu au vrut să-și părăsească singurii îngrijitori de care își aminteau. Mulți copii au depus eforturi mari pentru a-și afla identitatea lor reală.
În unele cazuri, salvatorii au refuzat să renunțe la copiii ascunși, în special în cazurile în care aceștia erau orfani, nu își aminteau identitatea lor sau fuseseră botezați și adăpostiți în instituții creștine. Organizațiile și rudele evreiești au trebuit să lupte pentru a-i recupera pe acești copii, fiind nevoite inclusiv să ceară custodia lor în instanțe. De exemplu, Afacerea Finaly s-a încheiat abia în anul 1953, când cei doi tineri frați Finaly, supraviețuitori orfani aflați în custodia Bisericii Catolice din Grenoble (Franța), au fost încredințați sub tutela mătușii lor, după eforturi intense de a asigura întoarcerea în familia lor.
În secolul al XXI-lea, dezvoltarea testării ADN în scopuri genealogice a oferit uneori informații esențiale persoanelor care încercau să găsească rude de care au fost separate în timpul Holocaustului sau să-și recupereze identitatea evreiască, în special copiii evrei care fuseseră ascunși sau adoptați de familii neevreiești în timpul războiului.

### Imigrare și absorbție

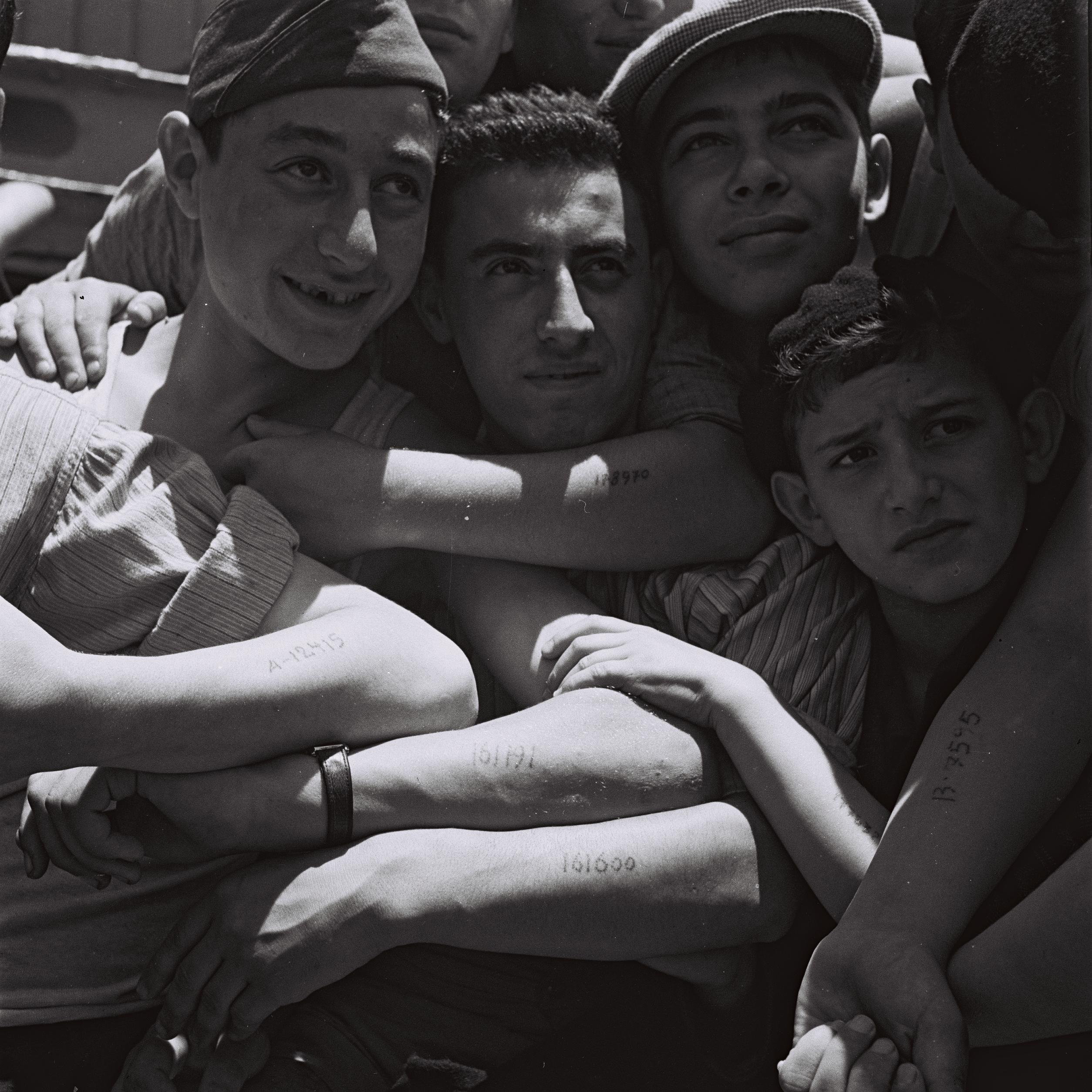
Tineri supraviețuitori ai Holocaustului de la bordul navei pentru refugiați Mataroa ajung în portul Haifa, iulie 1945

După război, acțiuni violente antievreiești au avut loc în mai multe țări din Europa Centrală și de Est, motivate în diferite măsuri de antagonismul economic, agravat de teama că supraviețuitorii care se întorc vor încerca să-și recupereze casele și proprietățile furate, precum și de mituri antisemite vechi, cum ar fi practicarea de către evrei a omorului ritual. Cel mai mare pogrom antievreiesc a avut loc în iulie 1946 la Kielce, un oraș din sud-estul Poloniei, atunci când atacatori militari și civili au ucis 41 de persoane și au rănit alte 50 de persoane. Pe măsură ce știrile despre pogromul de la Kielce s-au răspândit, evreii au început să fugă din Polonia, percepând că nu pot avea un viitor viabil acolo, iar acest model de violență antievreiască postbelică s-a repetat și în alte țări ca Ungaria, România, Slovacia și Ucraina. Majoritatea supraviețuitorilor au hotărât să părăsească Europa și să-și construiască vieți noi în alte părți.
Astfel, aproximativ 50.000 de supraviețuitori ai Holocaustului s-au adunat în taberele de persoane strămutate (DP) din Germania, Austria și Italia, unde li s-au alăturat refugiații evrei care fugeau din Europa Centrală și de Est, în special din Polonia, pe măsură ce condițiile de trai din perioada postbelică s-au înrăutățit acolo. În anul 1946 existau aproximativ 250.000 de evrei strămutați, dintre care 185.000 erau în Germania, 45.000 în Austria și aproximativ 20.000 în Italia. Atunci când Mandatul britanic pentru Palestina s-a încheiat în mai 1948 și a fost înființat statul Israel, aproape două treimi dintre supraviețuitori au emigrat acolo. Alții au migrat în țările occidentale, pe măsură ce restricțiile de imigrare au fost reduse și au apărut oportunități de a emigra acolo.

## Reabilitare

### Îngrijire psihologică
Supraviețuitorii Holocaustului au suferit în anii războiului și după aceea în multe moduri diferite: fizic, mental și spiritual.
Majoritatea supraviețuitorilor au fost profund traumatizați atât fizic, cât și psihic, iar unele dintre efectele acestor traume au durat de-a lungul întregii vieți. Acest lucru s-a exprimat, printre alte moduri, prin trauma emoțională și mentală de a simți că se aflau pe „o altă planetă” deoarece nu au putut împărtăși trăirile lor cu ceilalți, nu au putut sau nu au ținut doliu pentru persoanele dragi care au fost ucise pentru că la momentul respectiv se confruntau cu propria luptă pentru supraviețuire și au experimentat sentimentul de vinovăție că supraviețuiseră atunci când alții nu reușiseră să o facă. Această perioadă îngrozitoare i-a marcat pe unii supraviețuitori cu cicatrici atât fizice, cât și psihice, care au fost ulterior caracterizate de cercetători drept „sindromul lagărului de concentrare” (cunoscut și sub numele de sindromul supraviețuitorului).
Cu toate acestea, mulți supraviețuitori s-au folosit de forța interioară și au învățat să facă față acelor traume, și-au refăcut viața, s-au mutat într-un loc nou, au întemeiat o familie și au dezvoltat cariere de succes.

## Memorii și mărturii

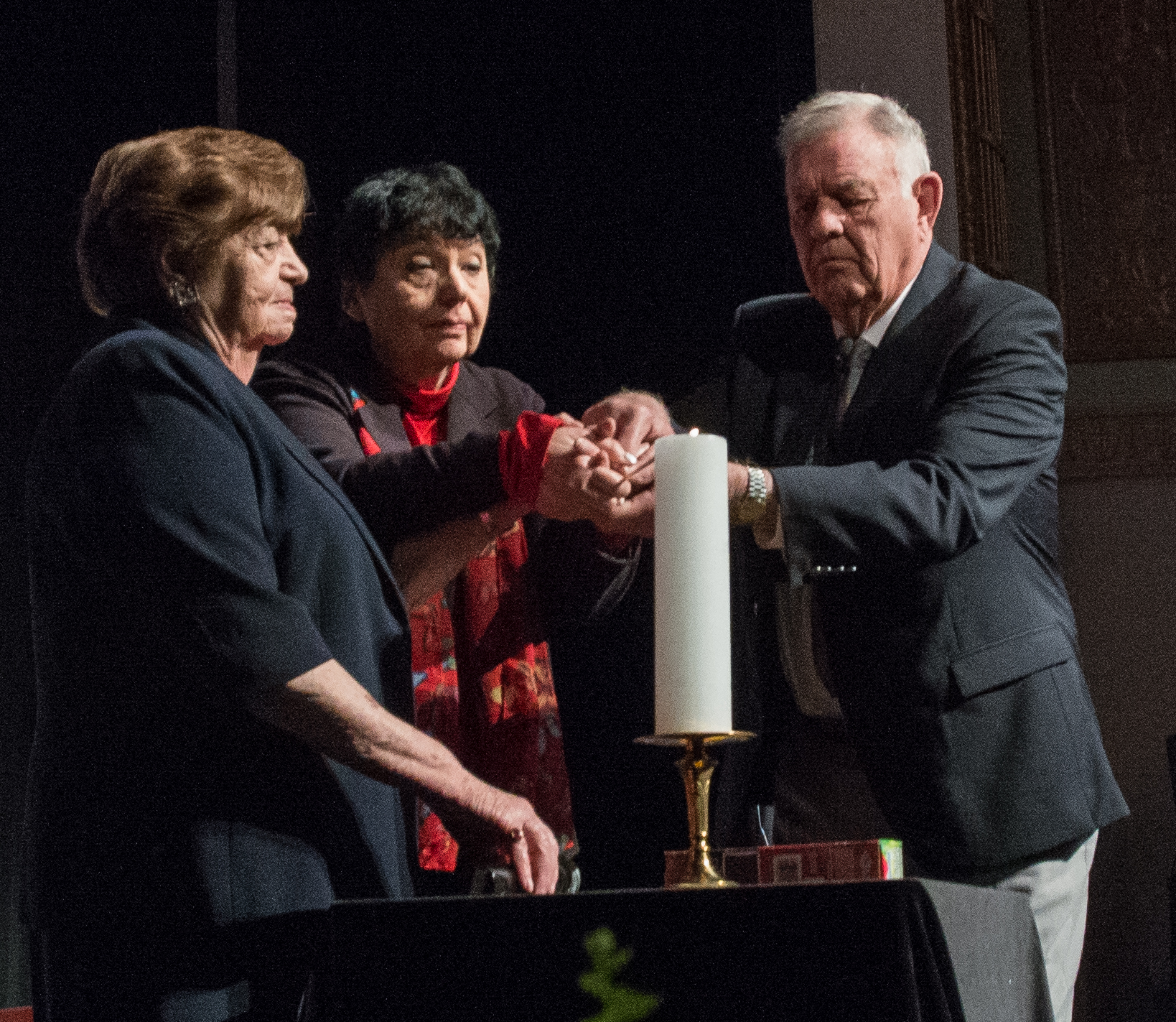
Supraviețuitorii Holocaustului aprind o lumânare memorială împreună cu un eliberator al lagărului de concentrare la o ceremonie de comemorare, Washington DC, 2013.

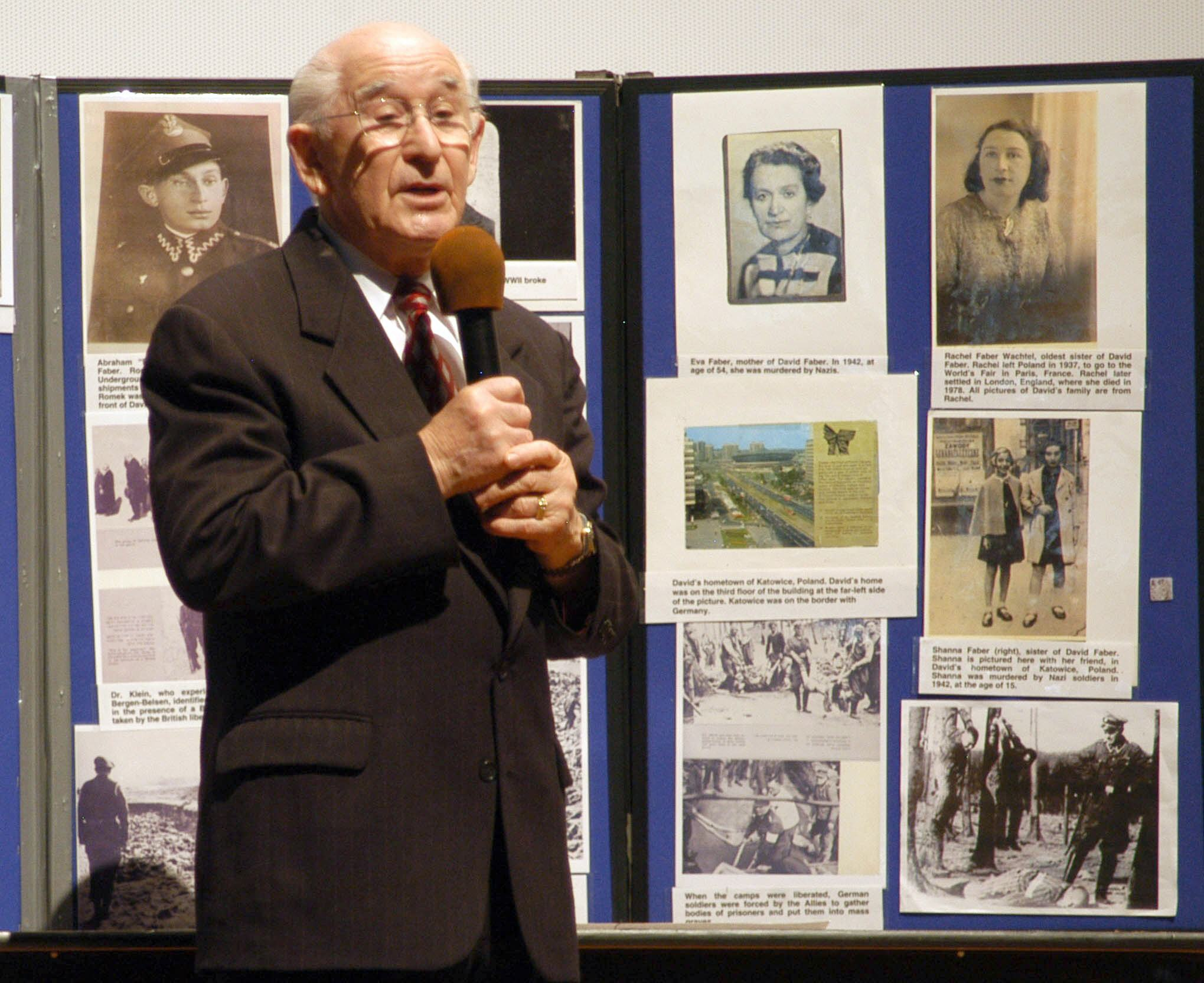
Supraviețuitorul Holocaustului David Faber vorbește în 2006 despre experiențele sale în nouă lagăre de concentrare diferite, în care a fost deținut între 1939 și 1945.

După război, mai mulți supraviețuitori ai Holocaustului au depus eforturi pentru înregistrarea mărturiilor cu privire la experiențele lor din timpul războiului și pentru comemorarea membrilor pierduți ai familiei și a comunităților distruse. Aceste eforturi au inclus atât relatări personale, cât și memorii ale evenimentelor scrise de supraviețuitori despre evenimentele pe care le-au trăit, precum și compilarea cărților memoriale despre comunitățile distruse numite cărți Yizkor, tipărite de obicei de societăți sau grupuri de supraviețuitori dintr-o anumită localitate.
Supraviețuitorii și martorii au participat, de asemenea, la furnizarea de mărturii orale despre experiențele lor. La început, acestea au fost adunate în principal în scopul urmăririi penale a criminalilor de război și abia după mai mulți ani din nevoia de a relata experiențele lor pentru a contribui la procesarea evenimentelor traumatizante pe care le-au suferit sau pentru documentarea istorică și în scopuri educaționale.
Mai multe programe au fost întreprinse de organizații, cum ar fi USC Shoah Foundation Institute, pentru a colecta cât mai multe mărturii de istorie orală ale supraviețuitorilor. În plus, supraviețuitorii au început să vorbească la evenimente educaționale și comemorative desfășurate în școli și din alte spații publice și au contribuit, de asemenea, la construirea de muzee și memoriale pentru comemorarea Holocaustului.

### Memorii
Unii supraviețuitori au început să publice memorii imediat după încheierea războiului, simțind nevoia să-și descrie experiențele lor, iar aproximativ o duzină de memorii ale supraviețuitorilor au fost publicate în fiecare an în primele două decenii de după Holocaust, în ciuda faptului că publicul general nu era în mare parte interesat să citească acele relatări. Cu toate acestea, timp de mulți ani după război, numeroși supraviețuitori au simțit că nu pot descrie experiențele lor celor care nu au trăit Holocaustul. Cei care au putut să-și înregistreze mărturiile despre experiențele lor sau să-și publice memoriile au făcut-o în limba idiș.
Numărul de memorii care au fost publicate a crescut treptat începând din anii 1970, indicând atât nevoia din ce în ce mai mare și capacitatea psihologică a supraviețuitorilor de a-și relata experiențele, cât și un interes tot mai mare pentru Holocaust, determinat de evenimente precum capturarea și judecarea lui Adolf. Eichmann în 1961, amenințările existențiale la adresa evreilor generate de Războiul de Șase Zile din 1967 și Războiul de Iom Kippur din 1973, difuzarea în multe țări a serialului documentar de televiziune Holocaust în 1978 și înființarea de noi centre și memoriale ale Holocaustului, cum ar fi Muzeul Memorial al Holocaustului din Statele Unite ale Americii.
Scrierea și publicarea de memorii, răspândită printre supraviețuitorii Holocaustului, a fost recunoscută ca fiind legată de procesarea și recuperarea amintirilor despre acel trecut traumatizant. Până la sfârșitul secolului al XX-lea, memoriile Holocaustului au fost scrise de evrei nu numai în limba idiș, ci și în alte limbi, precum ebraică, engleză, franceză, italiană, poloneză și rusă. Ele au fost scrise de supraviețuitorii lagărelor de concentrare/exterminare, precum și de cei care se ascunseseră sau care reușiseră să fugă din teritoriile controlate de naziști înaintea sau în timpul războiului, iar uneori descriu și evenimente de după Holocaust, inclusiv eliberarea și refacerea vieților fostelor victime în perioada ulterioară.
Memoriile supraviețuitorilor, ca și alte relatări personale, cum ar fi jurnalele și mărturiile orale, sunt o sursă semnificativă de informații pentru majoritatea cercetătorilor specializați în istoria Holocaustului, completând sursele mai tradiționale de informații istorice și prezentând evenimente din punctul de vedere singular al experiențelor individuale, iar aceste relatări sunt esențiale pentru înțelegerea experienței Holocaustului. În timp ce istoricii și supraviețuitorii înșiși sunt conștienți de faptul că repovestirea experiențelor este subiectivă pentru sursa de informații și claritatea memoriei, ei sunt recunoscuți ca având, în mod colectiv, „un nucleu solid de memorie comună”, iar substanța principală a relatărilor nu neagă contradicțiile minore și inexactitățile cu privire la unele detalii.

### Cărți Yizkor
Cărțile memoriale Yizkor (Rememorare) au fost compilate și publicate de grupuri de supraviețuitori sau de societăți de tip landmanshaft ale foștilor membri ai comunităților evreiești pentru a comemora pe membrii pierduți ai familiei și comunitățile evreiești distruse și a fost unul dintre cele mai vechi moduri în care Holocaustul a fost comemorat în comun. Prima dintre aceste cărți a apărut în anii 1940 și aproape toate au fost publicate de obicei de tipografii și edituri particulare și mai rar de companiile editoriale mari. Se estimează că au fost publicate peste 1.000 de cărți de acest tip, deși în tiraje foarte limitate.
Majoritatea acestor cărți sunt scrise în idiș sau ebraică, în timp ce unele includ și secțiuni în engleză sau în alte limbi, în funcție de locul în care au fost publicate. Primele cărți Yizkor au fost publicate în Statele Unite ale Americii, în principal în idiș, limba maternă a membrilor organizațiilor de tip landsmanschaft și a supraviețuitorilor Holocaustului. Începând din anii 1950, după imigrarea în masă a supraviețuitorilor Holocaustului în noul stat independent Israel, majoritatea cărților Yizkor au fost publicate acolo, în principal între mijlocul anilor 1950 și mijlocul anilor 1970. Începând de la sfârșitul anilor 1970 s-a întregistrat o scădere a numărului de cărți memoriale colective, dar o creștere a numărului de memorii personale ale supraviețuitorilor Holocaustului. Majoritatea cărților Yizkor au fost dedicate comunităților evreiești din estul Europei (Polonia, Rusia, Lituania, Letonia, România și Ungaria), iar mai puține au fost dedicate comunităților din sud-estul Europei.
Începând din anii 1990, multe dintre aceste cărți sau secțiuni ale acestora au fost traduse în limba engleză, digitizate și făcute disponibile online prin publicarea lor pe site-uri Internet.

### Mărturii și istorii orale
În perioada postbelică imediată, funcționarii oficiali din taberele de persoane strămutate și organizațiile de ajutorare a acestora au realizat interviuri cu supraviețuitorii cu scopul principal de a acorda asistență fizică și de a ajuta la relocarea lor. Au fost realizate, de asemenea, interviuri în scopul strângerii probelor pentru judecarea crimelor de război și pentru documentarea istorică a evenimentelor. Acestea au fost unele dintre primele mărturii înregistrate ale supraviețuitorilor experiențelor Holocaustului.
Unele dintre primele proiecte de colectare a mărturiilor cu privire la Holocaust au fost demarate în taberele de persoane strămutate prin discuții cu supraviețuitorii. Ziare redactate în tabere precum Undzer Shtimme („Vocea noastră”), publicat în Hohne Camp (Bergen-Belsen), și Undzer Hofenung („Speranța noastră”), publicat în tabăra Eschwege (Kassel), au prezentat primele relatări ale martorilor oculari despre experiențele evreiești în timpul regimului nazist, iar una dintre primele publicații despre Holocaust, Fuhn Letsn Khurbn, („Despre distrugerea recentă”), a fost elaborată de persoanele din taberele de persoane strămutate și a fost distribuită în cele din urmă în întreaga lume.
În deceniile următoare, s-a făcut un efort concertat pentru a înregistra amintirile și mărturiile supraviețuitorilor pentru posteritate. Evreii francezi au fost printre primii care au înființat un institut dedicat documentării Holocaustului la Centrul de Documentare Evreiască Contemporană. Memorialul Yad Vashem a fost înființat oficial în anul 1953 în Israel; organizația a inițiat o serie de proiecte, achiziționând documentație cu privire la Holocaust și mărturii personale ale supraviețuitorilor pentru arhivele și biblioteca sa.
Cea mai mare colecție de mărturii a fost adunată în cele din urmă la USC Shoah Foundation Institute, care a fost fondat de Steven Spielberg în anul 1994, după ce a realizat filmul Lista lui Schindler. Denumit inițial Survivors of the Shoah Visual History Foundation, el a devenit parte componentă a University of Southern California în 2006. Misiunea fundației a fost să înregistreze video relatările personale ale unui număr de 50.000 de supraviețuitori ai Holocaustului și alți martori, obiectiv pe care l-a atins în 1999 și apoi l-a depășit.
În 2002 o colecție de mărturii ale supraviețuitorilor Holocaustului împotriva sintilor și romilor a fost deschisă la Centrul Cultural și de Documentare al Sintilor și Romilor Germani din Heidelberg (Germania).

## Organizații și conferințe

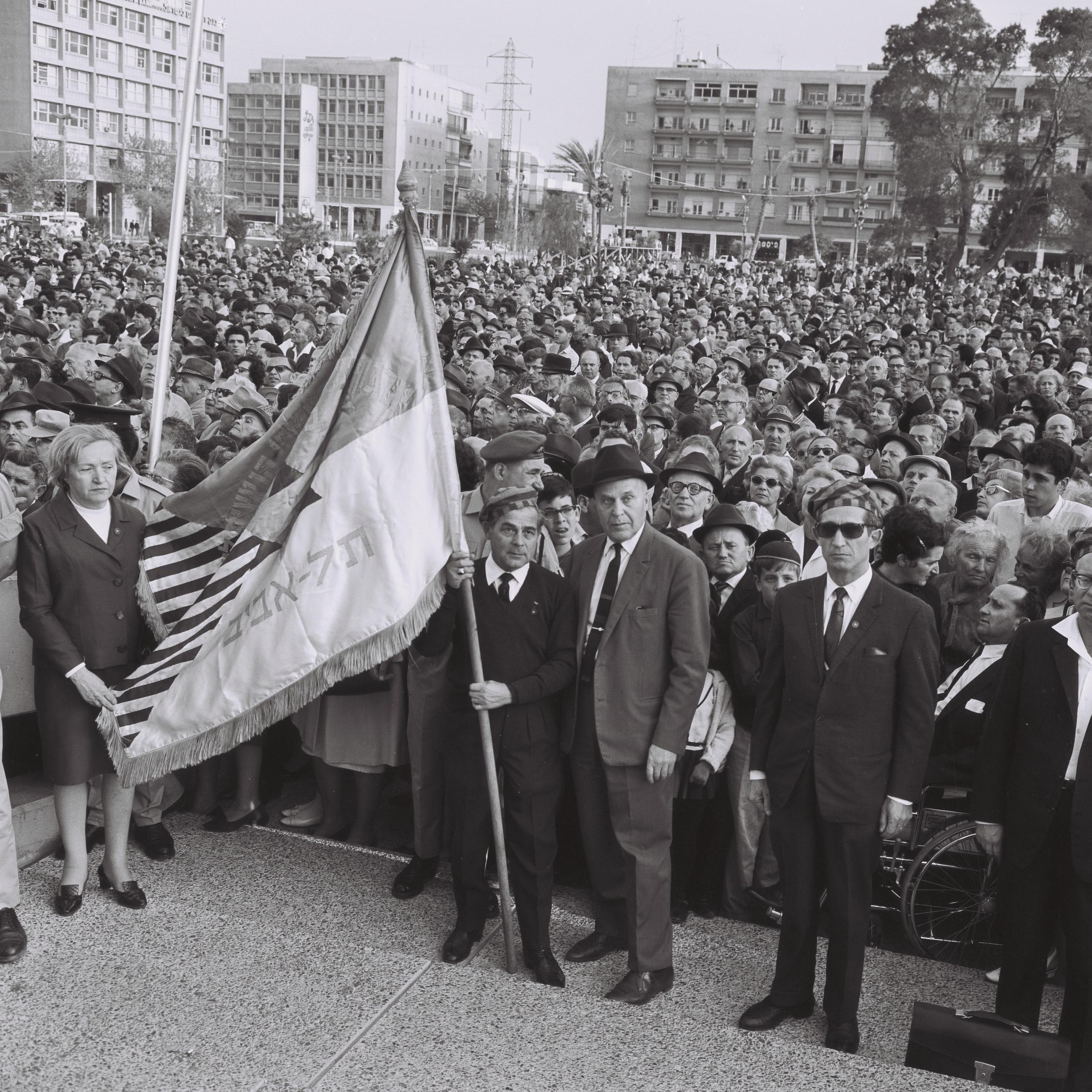
Mitingul Supraviețuitorilor Ghetoului din Varșovia și lagărelor de concentrare la Tel Aviv, 1968

O gamă largă de organizații au fost înființate pentru a satisface nevoile și a rezolva problemele supraviețuitorilor Holocaustului și ale descendenților acestora. Imediat după război, a fost fondată organizația Sh’erit ha-Pletah, care avea scopul de a răspunde nevoilor fizice și de reabilitare imediate din taberele de persoane strămutate și pentru a susține drepturile de imigrare în Palestina Mandatară. Odată ce aceste obiective au fost în mare măsură îndeplinite la începutul anilor 1950, organizația a fost desființată. În deceniile următoare, supraviețuitorii Holocaustului au înființat atât organizații locale, cât și naționale și, în cele din urmă, internaționale pentru a răspunde nevoilor fizice, emoționale și sociale pe termen lung, precum și organizații pentru grupuri specifice, cum ar fi copii supraviețuitori și descendenții, în special copii, ai supraviețuitorilor. Începând de la sfârșitul anilor 1970 au fost organizate adunări și conferințe ale supraviețuitorilor, descendenților acestora, precum și salvatorilor și eliberatorilor, care au reprezentat adesea imboldul pentru înființarea și menținerea organizațiilor permanente.

### Supraviețuitori
În 1981, aproximativ 6.000 de supraviețuitori ai Holocaustului s-au adunat la Ierusalim cu ocazia primei Adunări Mondiale a Supraviețuitorilor Holocaustului Evreiesc.
În 1988, Centrul Organizațiilor Supraviețuitorilor Holocaustului din Israel a fost înființat ca o organizație umbrelă a 28 de grupuri de supraviețuitori ai Holocaustului din Israel, pentru a susține drepturile și bunăstarea supraviețuitorilor din întreaga lume în fața guvernului Israelului și pentru a comemora Holocaustul și renașterea poporului evreu. El a fost recunoscut de guvern în anul 2010 ca o organizație reprezentativă a întregii populații supraviețuitoare a Holocaustului din Israel. În anul 2020 el reprezenta 55 de organizații și o populație de supraviețuitori a cărei medie de vârstă era de 84 de ani.

### Copii supraviețuitori

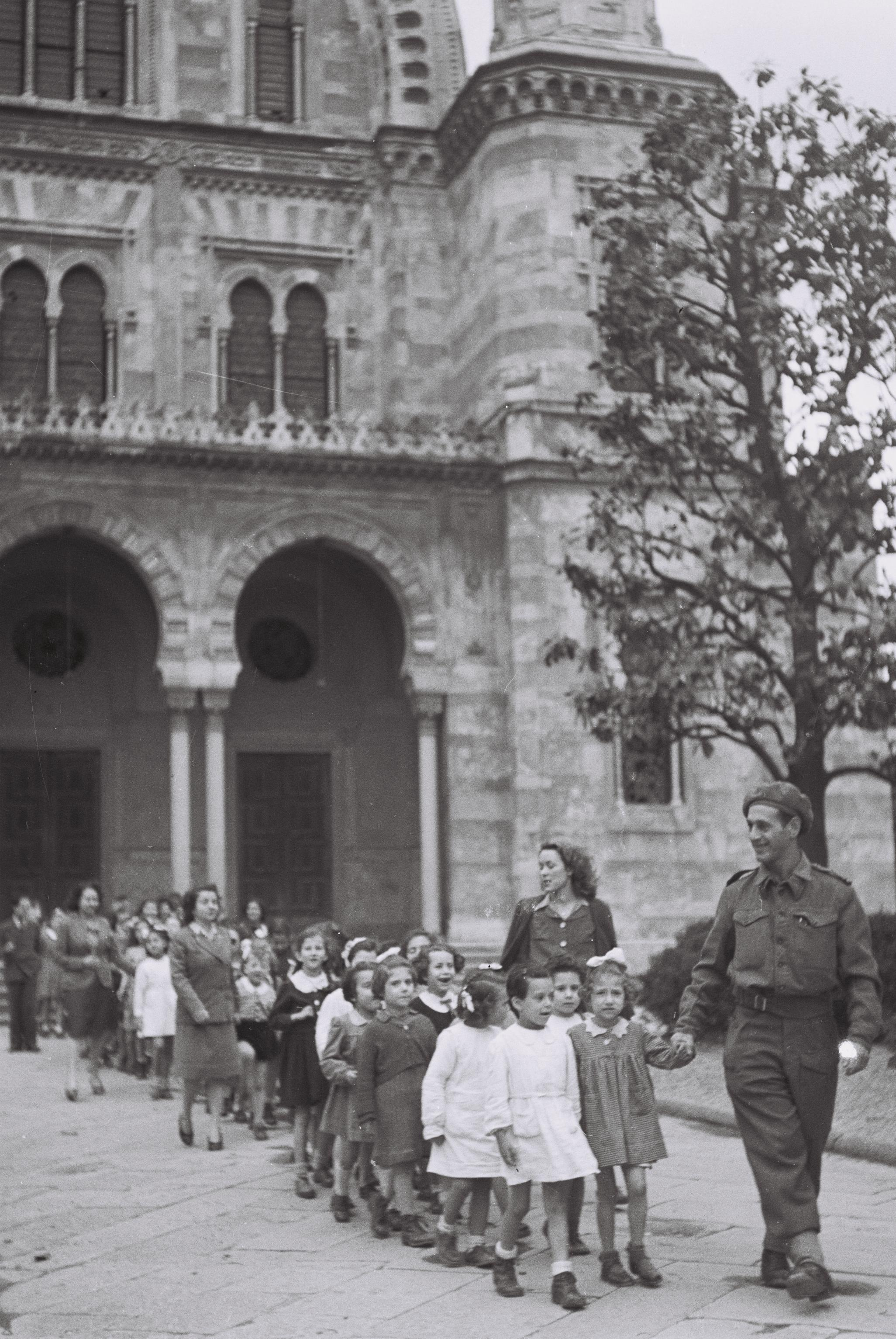
Un soldat al Brigăzii Evreiești și asistente ale Agenției Evreiești care au grijă de copiii refugiați evrei din Florența (Italia), 1944

Copiii supraviețuitori ai Holocaustului au fost adesea singurii care au rămas în viață din familiile lor extinse, în timp ce chiar mai mulți dintre ei erau orfani. Acest grup de supraviețuitori includea copii care supraviețuiseră în lagărele de concentrare/exterminare, copii ascunși în familii neevreiești sau în instituții creștine, copii care fuseseră trimiși de către părinții lor în transporturile de copii pentru a scăpa de persecuții sau copii fugiți împreună cu familiile lor în locuri îndepărtate din Uniunea Sovietică sau din orașul Shanghai (China). După război, copiii supraviețuitori au fost uneori trimiși să fie îngrijiți de rude îndepărtate din alte părți ale lumii, uneori acceptați fără prea mare plăcere și maltratați sau chiar abuzați. Experiențele și amintirile lor, ca și înțelegerea evenimentelor teribile pe care le-au suferit în calitate de copii victime ale naziștilor și complicilor lor, au avut parte de un interes mai mic.
În anii 1970 și 1980 grupuri mici de acești supraviețuitori, acum adulți, au început să se întrunească în mai multe comunități din întreaga lume pentru a se confrunta cu trecutul lor dureros în medii sigure și înțelegătoare. Prima Conferință internațională privind copiii supraviețuitorilor Holocaustului a avut loc în anul 1979 sub auspiciile organizației Zachor, Centrul de Resurse despre Holocaust. La conferință au participat aproximativ 500 de supraviețuitori, copii ai supraviețuitorilor și specialiști din domeniul sănătății mentale, care au înființat o rețea a copiilor supraviețuitorilor Holocaustului în Statele Unite ale Americii și Canada.
Rețeaua Internațională a Copiilor Supraviețuitorilor Evrei ai Holocaustului a organizat prima sa conferință internațională la New York în 1984, la care au participat peste 1.700 de copii ai supraviețuitorilor Holocaustului, cu scopul declarat de a realiza o mai bună înțelegere a Holocaustului și a impactului acestuia asupra lumii contemporane și stabilirea de contacte între copiii supraviețuitorilor din Statele Unite ale Americii și Canada.
Federația Mondială a Copiilor Evrei Supraviețuitori ai Holocaustului și Descendenților a fost înființată în anul 1985 pentru a-i reuni pe copiii supraviețuitori și pentru a coordona activitățile la nivel mondial. Organizația a început să organizeze conferințe anuale în orașe din Statele Unite ale Americii, Canada, Europa și Israel. Descendenții supraviețuitorilor au fost, de asemenea, recunoscuți ca fiind profund afectați de istoria familiilor lor. În afară de conferințele anuale care aveau scopul construirii unei comunități a copiilor supraviețuitori și descendenților lor, membrii organizației relatează poveștile lor de supraviețuire, eforturile depuse, pierderile suferite, eroismul rezistenței evreiești, ajutorarea altor evrei și faptele Drepților între popoare, la școli, evenimente publice și comunitare; ei participă, de asemenea, la ceremoniile și proiectele de Comemorare a Holocaustului și militează împotriva antisemitismului și bigotismului.

## A doua generație de supraviețuitori
„A doua generație de supraviețuitori ai Holocaustului” este numele dat copiilor născuți după al Doilea Război Mondial dintr-un părinte sau din părinți care au supraviețuit Holocaustului. Deși a doua generație nu a experimentat în mod direct ororile Holocaustului, impactul traumei părinților lor este adesea evident în educația și perspectivele lor, iar din anii 1960 copiii supraviețuitorilor au început să exploreze și să exprime în diferite moduri implicațiile cauzate de calitatea de copii ai supraviețuitorilor Holocaustului. Această conversație a extins discuția publică despre evenimentele și impactul Holocaustului.
A doua generație a Holocaustului a ridicat mai multe probleme în domeniul cercetării psihologice și au fost efectuate studii psihologice pentru a determina modul în care experiențele îngrozitoare ale părinților lor le-au afectat viața, printre care, modul în care trauma psihologică experimentată de un părinte poate fi transmisă copiilor lor chiar și atunci când ei nu au fost prezenți în timpul calvarului, precum și manifestările psihologice ale acestui transfer al traumei către a doua generație.
La scurt timp după ce au apărut descrierile sindromului lagărului de concentrare (cunoscut și sub numele de sindromul supraviețuitorului), medicii psihologi au observat în 1966 că un număr mare de copii ai supraviețuitorilor Holocaustului căutau tratament în clinicile din Canada. Nepoții supraviețuitorilor Holocaustului au fost, de asemenea, suprareprezentați cu 300% în rândul trimiterilor către o clinică de psihiatrie infantilă în comparație cu reprezentarea lor în cadrul populației generale.
Un model de comunicare pe care psihologii l-au identificat ca o caracteristică de comunicare între părinții care au experimentat traume și copiii lor a fost denumit „conexiunea tăcerii”. Această legătură tăcută este consimțământul tacit, în familiile supraviețuitorilor Holocaustului, de a nu discuta trauma părintelui și de a o deconecta de la viața de zi cu zi a familiei. Nevoia părinților de a ascunde evenimentele trăite nu se datorează doar nevoii lor de a uita și de a se adapta la viața lor de după traumă, ci și de a proteja psihicul copiilor lor de a fi afectat de imaginea atrocităților pe care le-au trăit în timpul Holocaustului.
S-au dezvoltat astfel grupuri de conștientizare, în care copiii supraviețuitorilor își explorează sentimentele într-un grup care împărtășește și poate înțelege mai bine experiențele lor de copii ai supraviețuitorilor Holocaustului. Unii supraviețuitori din a doua generație au organizat, de asemenea, grupuri locale și chiar naționale pentru sprijin reciproc și pentru a urmări obiective și scopuri suplimentare referitoare la problemele Holocaustului. De exemplu, în noiembrie 1979, a avut loc Prima Conferință privind copiii supraviețuitorilor Holocaustului și a avut ca rezultat înființarea unor grupuri de sprijin în toată Statele Unite.
Mulți membri ai celei de-„a doua generații” au căutat modalități de a depăși suferința lor în calitate de copii ai supraviețuitorilor Holocaustului și de a integra experiențele lor și ale părinților lor în viața lor. De exemplu, unii s-au implicat în activități de comemorare a vieții oamenilor și a modurilor de viață ale comunităților care au fost distruse în timpul Holocaustului. Ei cercetează istoria vieții evreiești din Europa de dinainte de război și Holocaustul; participă la reînnoirea culturii idiș; se implică în educarea altor persoane cu privire la Holocaust; luptă împotriva negării Holocaustului, antisemitismului și rasismului; se implică activ pentru descoperirea și trimiterea în judecată a naziștilor sau prin asumarea cauzelor evreiești sau umanitare; și, prin mijloace creative, cum ar fi teatrul, arta și literatura, examinează Holocaustul și consecințele acestuia asupra lor și asupra familiilor lor.
În aprilie 1983, supraviețuitorii Holocaustului din America de Nord au înființat Adunarea Americană a Supraviețuitorilor Evrei ai Holocaustului și a Descendenților lor (American Gathering of Jewish Holocaust Survivors and their Descendants); la primul eveniment organizat au participat președintele Ronald Reagan și 20.000 de supraviețuitori și membri ai familiilor acestora.
Amcha, Centrul Israelian de Sprijin Social și Psihologic pentru Supraviețuitorii Holocaustului și cea de-a Doua Generație a fost înființat la Ierusalim în 1987 pentru a oferi asistență supraviețuitorilor și familiilor acestora.

## Registre și baze de date ale supraviețuitorilor

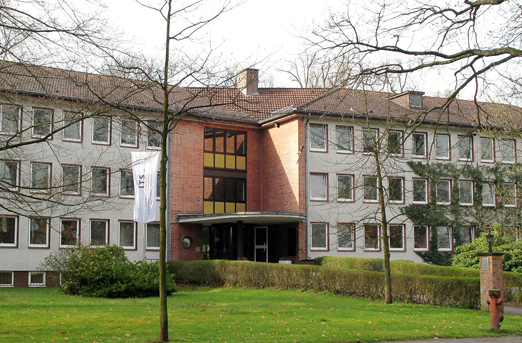
Arhivele Arolsen – Centrul Internațional de Cercetare a Persecuției Naziste din Bad Arolsen (Germania), un depozit de informații despre victimele persecuției naziste, inclusiv despre supraviețuitori

Una dintre cele mai cunoscute și cuprinzătoare arhive ale înregistrărilor din perioada Holocaustului, care conține, de asemenea, liste cu supraviețuitori, este Arhivele Arolsen – Centrul Internațional de Cercetare a Persecuției Naziste, centru de documentare fondat de Aliați în 1948 ca International Tracing Service (ITS, în traducere „Serviciul Internațional de Urmărire”). Timp de mai multe decenii după război, ca răspuns la cererile de informații, principalele sarcini ale ITS au fost stabilirea sorții victimelor persecuției naziste și căutarea persoanelor dispărute.
Holocaust Global Registry („Registrul global al Holocaustului”) este o colecție online de baze de date întreținute de site-ul genealogic evreiesc JewishGen⁠(d), o platformă afiliată a Museum of Jewish Heritage – un memorial viu al Holocaustului; el conține mii de nume ale supraviețuitorilor care încearcă să găsească familia și ale familiilor care caută supraviețuitori.
The Holocaust Survivors and Victims Database („Baza de date pentru victimele și supraviețuitorii Holocaustului”), întreținută de Muzeul Memorial al Holocaustului din Statele Unite ale Americii, conține milioane de nume de persoane persecutate de regimul nazist, inclusiv liste de persoane deportate în lagăre de concentrare sau în lagăre de persoane strămutate, care pot fi căutate după numele locului sau cuvinte cheie.
Benjamin and Vladka Meed Registry of Holocaust Survivors („Registrul Benjamin și Vladka Meed al Supraviețuitorilor Holocaustului”), creat în 1981 de Adunarea Americană a Supraviețuitorilor Evrei ai Holocaustului pentru a documenta experiențele supraviețuitorilor și pentru a-i ajuta pe supraviețuitori și pe familiile lor care încercau să dea de urma rudelor și prietenilor dispăruți, include peste 200.000 de înregistrări cu privire la supraviețuitori și la familiile acestora din întreaga lume.
În parteneriat cu Arhivele Arolsen, site-ul web de istorie familială Ancestry a început să digitizeze milioane de înregistrări referitoare la persecuția nazistă și la Holocaust și să le facă accesibile pentru căutarea online în anul 2019. Două baze de date distincte incluse în cadrul acelor înregistrări sunt „Africa, Asia and European passenger lists of displaced persons (1946 to 1971)” („Liste de pasageri din Europa, Asia și Africa ale persoanelor strămutate (1946–1971)”) și „Europe, Registration of Foreigners and German Individuals Persecuted (1939–1947)” („Europa, Înregistrarea indivizilor germani și străini persecutați (1939–1947)”).
Site-ul web Holocaust Survivor Children: Missing Identity abordează problema copiilor supraviețuitori care încă speră să găsească rude sau persoane care le pot da informații despre părinții și familia lor și a altor persoane care speră să afle informații de bază despre ei înșiși, cum ar fi numele lor originale, data și locul nașterii și numele părinților, pe baza unei fotografii cu ei înșiși din copilărie.

### Supraviețuitori
- Baumel-Schwartz, Judith Tydor (1997). Kibbutz Buchenwald: Survivors and Pioneers. New Brunswick, N.J.: Rutgers University Press. ISBN 0-8135-2336-2. OCLC 34598180.
- Cohen, B.B. (2006). Case Closed: Holocaust Survivors in Postwar America. Rutgers University Press. ISBN 978-0-8135-4130-3.
- David, Paula (2010). „Aging Holocaust Survivors: An Evolution of Understanding”. Kavod: Honoring Aged Survivors. Journal for Caregivers and Families.
- Gill, Anton (1989). The Journey Back from Hell: Conversations with Concentration Camp Survivors. London: Grafton. ISBN 0-586-20650-7. OCLC 20565927.
- Kangisser-Cohen, Sharon (2014). Testimony and time: Holocaust survivors remember. Jerusalem: Yad Vashem, International Institute for Holocaust Research. ISBN 978-9653084780.
- Karpf, Anne (1996). The War After: Living with the Holocaust. London. ISBN 0-434-00239-9. OCLC 60283745.
- Klaiman, Yehudit; Shpringer-Aharoni, Ninah (1995). The Anguish of Liberation: Testimonies from 1945. Jerusalem, Israel: Yad Vashem. ISBN 9789653080447.
- Shapira, Anita; Keynan, Irit (2022). „The Survivors of the Holocaust”. yadvashem.org.
- Stone, Dan (2015). The Liberation of the Camps: the End of the Holocaust and its Aftermath. New Haven: Yale University Press. ISBN 978-0-300-20457-5. OCLC 908252719.
- Yablonka, Hanna (1999). Survivors of the Holocaust: Israel after the War. New York: Palgrave Macmillan. ISBN 978-1-349-14154-8. OCLC 1004391081.

### Copii supraviețuitori
- Gilbert, Martin (1997). The Boys: Triumph over Adversity. London: Phoenix. ISBN 0-7538-0032-2. OCLC 38574735.
- Kangisser-Cohen, Sharon (2020). What Now? Child Survivors in the Aftermath of the Holocaust. https://www.youtube.com/watch?v=oh8RS_J0SL4.
- Marks, Jane (1995). The Hidden Children: The Secret Survivors of the Holocaust. New York: Ballantine Books. ISBN 978-0-449-90686-6.

### Impact generațional
- Bar-On, Dan (1995). Fear and Hope: Three Generations of the Holocaust. Cambridge, Mass.: Harvard University Press. ISBN 978-0-674-41891-2. OCLC 562502799.
- Hass, Aaron (1990). In the Shadow of the Holocaust: The Second Generation. Ithaca: Cornell University Press. ISBN 0-8014-2477-1. OCLC 21523221.
- Lemberger, John, ed. (1995). A Global perspective on working with Holocaust survivors and the second generation. Monograph series. JDC-Brookdale Institute of Gerontology and Human Development in cooperation with the World Council of Jewish Communal Service. ISBN 9789653530119.
- Stein, A. (2014). Reluctant Witnesses: Survivors, Their Children, and the Rise of Holocaust Consciousness. Oxford University Press. ISBN 978-0-19-938192-0.
- Steir-Livny, Liat (2019). Remaking Holocaust Memory: Documentary Cinema by Third-Generation Survivors in Israel. Syracuse University Press. ISBN 978-0-8156-3632-8.

### Organizații
- Amcha, the Israeli Center for Psychological and Social Support for Holocaust Survivors and the Second Generation Arhivat în 10 aprilie 2023, la Wayback Machine. (în engleză)
- American Gathering of Jewish Holocaust Survivors Arhivat în 2 mai 2013, la Wayback Machine.
- Conference on Jewish Material Claims Against Germany
- World Federation of Jewish Child Survivors of the Holocaust & Descendants
- World Jewish Restitution Organization

### Registre de supraviețuitori
- Holocaust Survivor Children[nefuncțională – arhivă]
- Holocaust Global Registry – pe site-ul JewishGen
- The Holocaust Survivors and Victims Database – pe site-ul Muzeului Memorial al Holocaustului din Statele Unite ale Americii
- Registry of Survivors – pe site-ul Museum of Jewish Heritage – A Living Memorial to the Holocaust

### Mărturii ale supraviețuitorilor Holocaustului și relatări ale martorilor
- USC Shoah Foundation – relatări directe ale supraviețuitorilor și altor martori oculari ai Holocaustului
- Holocaust Literature Research Institute – colecție de mărturii și relatări ale martorilor și supraviețuitorilor Holocaustului
- Telling Their Stories – Holocaust Survivors and Refugees și Liberators and Witnesses to Genocide
- Holocaust Survivors – relatări despre experiențele din timpul războiului și de după război
- Holocaust Survivor Oral History Archive – pe site-ul Universității din Michigan
- Talk Louder - Michael Bornstein[nefuncțională – arhivă]
 – documentar despre un supraviețuitor al Holocaustului